# Віїшоара (Біхор)
Віїшоара (рум. Viișoara) — село у повіті Біхор в Румунії. Адміністративний центр комуни Віїшоара.
Село розташоване на відстані 432 км на північний захід від Бухареста, 52 км на північний схід від Ораді, 110 км на північний захід від Клуж-Напоки.

## Населення
За даними перепису населення 2002 року у селі проживали 1038 осіб.
Національний склад населення села:
| Національність | Кількість осіб | Відсоток |
| -------------- | -------------- | -------- |
| угорці         | 853            | 82,2%    |
| румуни         | 131            | 12,6%    |
| цигани         | 48             | 4,6%     |
| словаки        | 5              | 0,5%     |

Рідною мовою назвали:
| Мова      | Кількість осіб | Відсоток |
| --------- | -------------- | -------- |
| угорська  | 892            | 85,9%    |
| румунська | 139            | 13,4%    |
| словацька | 5              | 0,5%     |